# Bernardo Canigiani
Bernardo Canigiani (Firenze, 21 settembre 1524 – Firenze, 15 settembre 1604) è stato un letterato e ambasciatore italiano.

## Biografia
Diplomatico, ambasciatore, fu uno dei cinque membri fondatori dell'Accademia della Crusca. Il suo soprannome nell'Accademia era "Gramolato".
La pala, ancora conservata all'Accademia, raffigurante "una forma di pasta di pane sotto la gramola", riporta il suo motto ripreso come quello degli altri da versi di poeti: "Tanto più crebbe in lui forza e valore" (Ariosto, Orlando furioso, XXX, 56, 6).
Nel febbraio 1550 fece parte della magistratura fiorentina degli Otto di Guardia e Balia. Nel 1551 fu consolo dell'Accademia Fiorentina, nella quale era stato ammesso a soli sedici anni. Dal 1568 fu senatore di Firenze, ambasciatore mediceo presso l'imperatore, il re di Spagna e il duca di Ferrara.
Canigiani fu in rapporti d'amicizia con Torquato Tasso e intervenne in suo favore quando, nel 1578, questi decise di abbandonare la casa estense per quella medicea.

## Opere
- Bernardo Canigiani, Il Gramolato Academico della Crusca: a m. Bernardo Vecchietti: canzone a ballo, Verona, per Francesco dalle Donne, & Scipione Vargnano suo genero, 1599.